# Knockeenská portálová hrobka

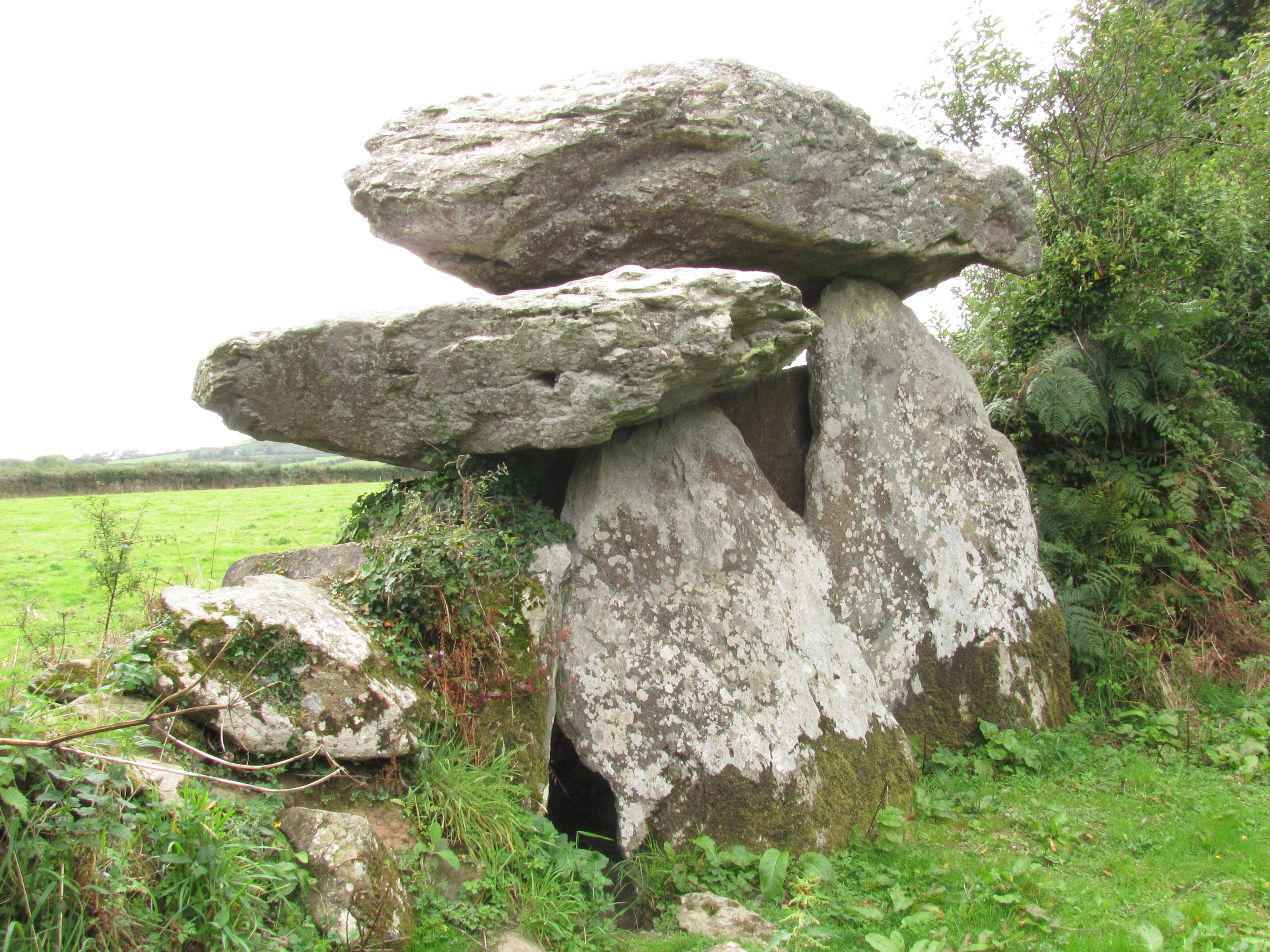
Dvojice dolmenů, pohled zepředu

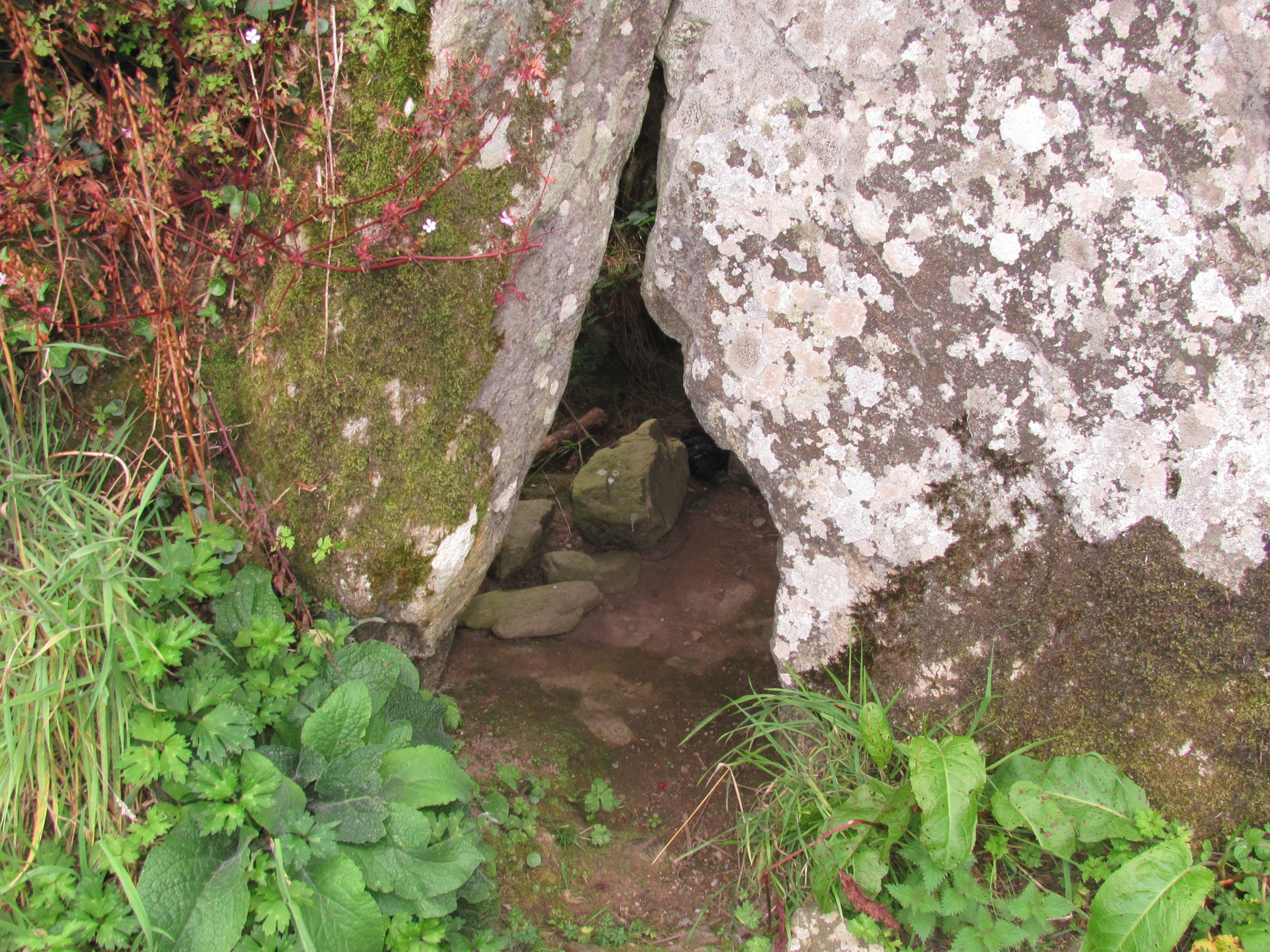
Vstup do vnitřní komory

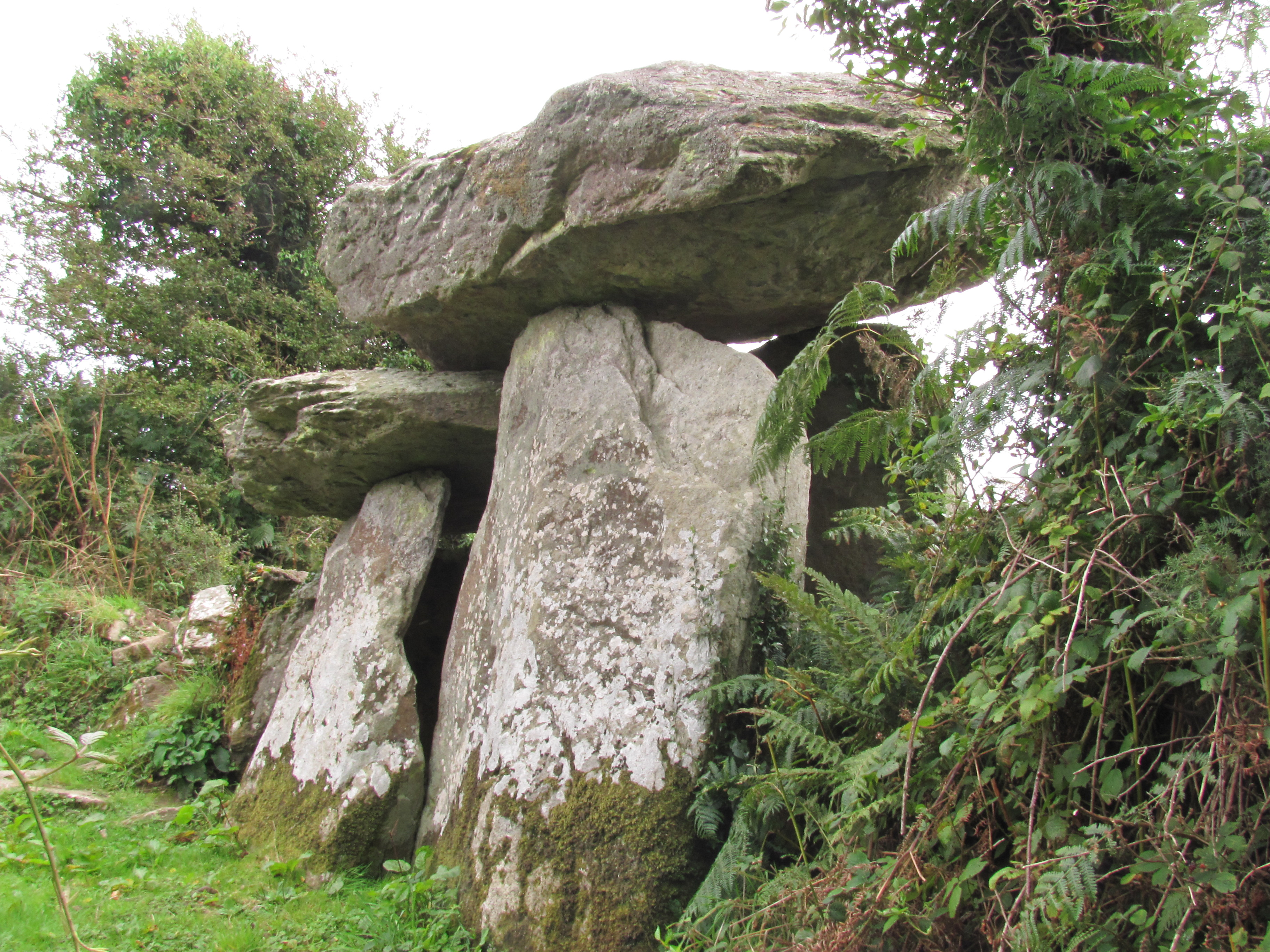
Pohled na zadní část

Knockeenská portálová hrobka je megalitická stavba nalézající se v Knockeenu v irském hrabství Waterford. Jedná se o největší dolmenovou stavbu (portálovou hrobku) v tomto hrabství, která sestává z dvojice závěrných kamenů, přesto není nejvyšší stojící kamennou stavbou. Jedná se o jednu z nejlepších ukázek dolmenů v Irsku.

## Popis
Hrobka celkem sestává z pětice velkých svislých kamenů a dvojice závěrných kamenů. Nachází se zde kamenné dveře s rovnými stěnami, které nenesou žádnou váhu stavby. Nicméně jsou velikostí podobné ostatním čtyřem stojícím kamenům. Monument je vysoký 3,5 metrů a široký 2,1 metrů. Svislé kameny se tyčí do výše až 2,8 metrů okolo těsně uzavřené vnitřní komory. Závěrné kameny leží v téměř vodorovném úhlu.
Vnitřní komora je přístupná skrze přízemní vstup široký 0,8 metru, což by naznačovalo, že dovnitř mohly být vkládány duchovní oběti. Přední strana hrobky se vstupem krytým jakýmsi skoro přístřeškem, který tvoří první ze závěrných kamenů, směřuje na severozápad. Porost popínavých i jiných rostlin se vepředu vine okolo základny dveřního kamene a obklobuje zadní část stavby.

## Využití
Není jasné, k čemu přesně tato hrobka sloužila. Mohlo se jednat o pohřební místo déiského náčelníka z okolí, nebo mohla sloužit k náboženským úkonům. Vchod do hrobky směřuje ke kopci Sugarloaf Hill v Knockmealdownských horách, vzdálenému přibližně 1 kilometr severozápadně. Toto by mohlo odkazovat k uspořádání Slunce a Měsíce během letního slunovratu a cyklu úplňků na začátku a vprostřed roku. Místo mohlo být také využíváno místními šamany a druidy pro mnohé duchovní rituály.
Knockeenská portálová hrobka je vyhlášena za národní památku číslo 421. Kolem 18. století byla součástí hřbitova při kilburnském kostelu, který je nyní v troskách severně odsud. Hřbitov byl rekonstituován jako pastviště pro dobytek. Důsledkem je, že elektrický ohradník se táhne pouhý metr od okraje stavby. Knockeenský dolmen je součástí turistické „dolmenové trasy“ (The Dolmen Drive).